# Bad Ems
Bad Ems és una ciutat de Renània-Palatinat, Alemanya. És la seu administrativa del districte rural de Rhin-Lahn i és coneguda com a balneari al riu Lahn. Bad Ems va ser la seu del municipi col·lectiu de Bad Ems, que s'ha fusionat amb el municipi col·lectiu de Bad Ems-Nassau. El municipi té uns 9.000 habitants.
L'any 2021, la ciutat va passar a formar part del Patrimoni de la Humanitat de la UNESCO amb el nom de "Grans ciutats balnearis d'Europa", a causa de les seves famoses aigües termals i l'arquitectura dels segles XVIII-XX que testimonien la popularitat dels balnearis a Europa durant aquesta època.

## Economia
L'economia de Bad Ems es basa principalment en la seva condició de ciutat-balneari, però tanmateix abarca camps com ara la medicina, l'enginyeria elèctrica i el turisme.